# Alexandru Papazian
Alexandru „Alex“ Papazian (* 1988 oder 1989) ist ein professioneller rumänischer Pokerspieler. Er ist zweifacher Braceletgewinner der World Series of Poker und gewann 2016 das High Roller der European Poker Tour.

## Pokerkarriere

### Werdegang
Papazian spielt online auf allen gängigen Plattformen unter anderen Nicknames. Bis Juli 2016 erspielte er sich mit Online-Turnierpoker mehr als 3 Millionen US-Dollar, wobei mehr als die Hälfte als steakaddict. auf PokerStars gewonnen wurde.
Seine ersten Live-Preisgelder gewann der Rumäne ab Juni 2012 bei kleineren Turnieren in Bukarest. Bei einem Side-Event der European Poker Tour (EPT) auf Malta belegte er Ende Oktober 2015 hinter Justin Bonomo und Fedor Holz den dritten Platz und erhielt über 45.000 Euro. Anfang Mai 2016 gewann Papazian das EPT High Roller in Monte-Carlo und sicherte sich eine Siegprämie von rund 1,2 Millionen Euro. Anfang Juli 2016 war er erstmals bei der World Series of Poker (WSOP) im Rio All-Suite Hotel and Casino am Las Vegas Strip erfolgreich und kam bei einem Turnier der Variante No Limit Hold’em in die Geldränge. Beim Main Event des Merit Poker Western Tournament im nordzyprischen Kyrenia wurde Papazian im März 2017 Dritter, wofür er aufgrund eines Deals mit drei anderen Spielern rund 110.000 US-Dollar erhielt. Bei der WSOP 2017 setzte er sich beim Crazy-Eights-Event durch und erhielt den Hauptpreis von 888.888 US-Dollar sowie als erster rumänischer Spieler ein Bracelet. Mitte August 2019 wurde Papazian bei den Millions Open der partypoker Millions Europe im King’s Resort in Rozvadov Zweiter und sicherte sich ein Preisgeld von 105.300 Euro. Bei der auf dem Onlinepokerraum GGPoker ausgespielten World Series of Poker Online setzte er sich im September 2021 erneut beim Crazy Eights durch und erhielt sein zweites Bracelet sowie den Hauptpreis von über 240.000 US-Dollar.
Insgesamt hat sich Papazian mit Poker bei Live-Turnieren mehr als 3,5 Millionen US-Dollar erspielt und ist damit der erfolgreichste rumänische Pokerspieler.

### Braceletübersicht
Papazian kam bei der WSOP 37-mal ins Geld und gewann zwei Bracelets:
| Jahr   | Buy-in (in $) | Turnier                                              | Teilnehmer | Preisgeld (in $) |
| ------ | ------------- | ---------------------------------------------------- | ---------- | ---------------- |
| 2017 O | 888           | Crazy Eights No-Limit Hold’em 8-Handed               | 8120       | 888.888          |
| 2021 O | 888           | GGPoker.com – Crazy Eights No-Limit Hold’em 8-Handed | 2350       | 241.128          |